# 钱业会馆 (湖州)
湖州钱业会馆位于中国浙江省湖州市吴兴区飞英街道友谊社区公园路80号，为一处园林式会馆，始建于清光绪二十九年（1903），原为清末民初湖州钱庄业人士办公、集会、议事和祭拜财神的场所，2001年重修后对外开放。
建筑坐北朝南，分东、中、西三路，西路自南至北依次为门厅、轿厅、武圣殿（供奉关公）和玄坛宫（供奉赵公明），中路自南至北依次为四面厅（会客宴饮之处）、财神阁（供奉各路财神）和景行祠（供奉本行业先贤），东路自南至北分别为经远堂和钱业公所（会商和办公之处）。